# Pozycja Luceny
Pozycja Luceny – jedna z najbardziej znanych i najważniejszych pozycji w szachowej teorii gry końcowej. Nazwa pochodzi od hiszpańskiego szachisty Luisa Luceny, chociaż w jego dziele Repeticion de Amores e Arte de Axedrez con CL Juegos de Partido z 1497 roku nie ma takiej pozycji. Pozycja Luceny została po raz pierwszy omówiona przez Alessandra Salvia w książce Il Puttino, wydanej w 1634 roku, poświęconej życiu i grze słynnego włoskiego szachisty Leonarda di Bony.
|   | a                                                                                             | b                                                                                             | c                                                                                             | d                                                                                             | e                                                                                             | f                                                                                             | g                                                                                             | h                                                                                             |   |
| 8 | b8 – Biały król · d8 – Czarny król · b7 – Biały pionek · a2 – Czarna wieża · c1 – Biała wieża | b8 – Biały król · d8 – Czarny król · b7 – Biały pionek · a2 – Czarna wieża · c1 – Biała wieża | b8 – Biały król · d8 – Czarny król · b7 – Biały pionek · a2 – Czarna wieża · c1 – Biała wieża | b8 – Biały król · d8 – Czarny król · b7 – Biały pionek · a2 – Czarna wieża · c1 – Biała wieża | b8 – Biały król · d8 – Czarny król · b7 – Biały pionek · a2 – Czarna wieża · c1 – Biała wieża | b8 – Biały król · d8 – Czarny król · b7 – Biały pionek · a2 – Czarna wieża · c1 – Biała wieża | b8 – Biały król · d8 – Czarny król · b7 – Biały pionek · a2 – Czarna wieża · c1 – Biała wieża | b8 – Biały król · d8 – Czarny król · b7 – Biały pionek · a2 – Czarna wieża · c1 – Biała wieża | 8 |
| 7 | b8 – Biały król · d8 – Czarny król · b7 – Biały pionek · a2 – Czarna wieża · c1 – Biała wieża | b8 – Biały król · d8 – Czarny król · b7 – Biały pionek · a2 – Czarna wieża · c1 – Biała wieża | b8 – Biały król · d8 – Czarny król · b7 – Biały pionek · a2 – Czarna wieża · c1 – Biała wieża | b8 – Biały król · d8 – Czarny król · b7 – Biały pionek · a2 – Czarna wieża · c1 – Biała wieża | b8 – Biały król · d8 – Czarny król · b7 – Biały pionek · a2 – Czarna wieża · c1 – Biała wieża | b8 – Biały król · d8 – Czarny król · b7 – Biały pionek · a2 – Czarna wieża · c1 – Biała wieża | b8 – Biały król · d8 – Czarny król · b7 – Biały pionek · a2 – Czarna wieża · c1 – Biała wieża | b8 – Biały król · d8 – Czarny król · b7 – Biały pionek · a2 – Czarna wieża · c1 – Biała wieża | 7 |
| 6 | b8 – Biały król · d8 – Czarny król · b7 – Biały pionek · a2 – Czarna wieża · c1 – Biała wieża | b8 – Biały król · d8 – Czarny król · b7 – Biały pionek · a2 – Czarna wieża · c1 – Biała wieża | b8 – Biały król · d8 – Czarny król · b7 – Biały pionek · a2 – Czarna wieża · c1 – Biała wieża | b8 – Biały król · d8 – Czarny król · b7 – Biały pionek · a2 – Czarna wieża · c1 – Biała wieża | b8 – Biały król · d8 – Czarny król · b7 – Biały pionek · a2 – Czarna wieża · c1 – Biała wieża | b8 – Biały król · d8 – Czarny król · b7 – Biały pionek · a2 – Czarna wieża · c1 – Biała wieża | b8 – Biały król · d8 – Czarny król · b7 – Biały pionek · a2 – Czarna wieża · c1 – Biała wieża | b8 – Biały król · d8 – Czarny król · b7 – Biały pionek · a2 – Czarna wieża · c1 – Biała wieża | 6 |
| 5 | b8 – Biały król · d8 – Czarny król · b7 – Biały pionek · a2 – Czarna wieża · c1 – Biała wieża | b8 – Biały król · d8 – Czarny król · b7 – Biały pionek · a2 – Czarna wieża · c1 – Biała wieża | b8 – Biały król · d8 – Czarny król · b7 – Biały pionek · a2 – Czarna wieża · c1 – Biała wieża | b8 – Biały król · d8 – Czarny król · b7 – Biały pionek · a2 – Czarna wieża · c1 – Biała wieża | b8 – Biały król · d8 – Czarny król · b7 – Biały pionek · a2 – Czarna wieża · c1 – Biała wieża | b8 – Biały król · d8 – Czarny król · b7 – Biały pionek · a2 – Czarna wieża · c1 – Biała wieża | b8 – Biały król · d8 – Czarny król · b7 – Biały pionek · a2 – Czarna wieża · c1 – Biała wieża | b8 – Biały król · d8 – Czarny król · b7 – Biały pionek · a2 – Czarna wieża · c1 – Biała wieża | 5 |
| 4 | b8 – Biały król · d8 – Czarny król · b7 – Biały pionek · a2 – Czarna wieża · c1 – Biała wieża | b8 – Biały król · d8 – Czarny król · b7 – Biały pionek · a2 – Czarna wieża · c1 – Biała wieża | b8 – Biały król · d8 – Czarny król · b7 – Biały pionek · a2 – Czarna wieża · c1 – Biała wieża | b8 – Biały król · d8 – Czarny król · b7 – Biały pionek · a2 – Czarna wieża · c1 – Biała wieża | b8 – Biały król · d8 – Czarny król · b7 – Biały pionek · a2 – Czarna wieża · c1 – Biała wieża | b8 – Biały król · d8 – Czarny król · b7 – Biały pionek · a2 – Czarna wieża · c1 – Biała wieża | b8 – Biały król · d8 – Czarny król · b7 – Biały pionek · a2 – Czarna wieża · c1 – Biała wieża | b8 – Biały król · d8 – Czarny król · b7 – Biały pionek · a2 – Czarna wieża · c1 – Biała wieża | 4 |
| 3 | b8 – Biały król · d8 – Czarny król · b7 – Biały pionek · a2 – Czarna wieża · c1 – Biała wieża | b8 – Biały król · d8 – Czarny król · b7 – Biały pionek · a2 – Czarna wieża · c1 – Biała wieża | b8 – Biały król · d8 – Czarny król · b7 – Biały pionek · a2 – Czarna wieża · c1 – Biała wieża | b8 – Biały król · d8 – Czarny król · b7 – Biały pionek · a2 – Czarna wieża · c1 – Biała wieża | b8 – Biały król · d8 – Czarny król · b7 – Biały pionek · a2 – Czarna wieża · c1 – Biała wieża | b8 – Biały król · d8 – Czarny król · b7 – Biały pionek · a2 – Czarna wieża · c1 – Biała wieża | b8 – Biały król · d8 – Czarny król · b7 – Biały pionek · a2 – Czarna wieża · c1 – Biała wieża | b8 – Biały król · d8 – Czarny król · b7 – Biały pionek · a2 – Czarna wieża · c1 – Biała wieża | 3 |
| 2 | b8 – Biały król · d8 – Czarny król · b7 – Biały pionek · a2 – Czarna wieża · c1 – Biała wieża | b8 – Biały król · d8 – Czarny król · b7 – Biały pionek · a2 – Czarna wieża · c1 – Biała wieża | b8 – Biały król · d8 – Czarny król · b7 – Biały pionek · a2 – Czarna wieża · c1 – Biała wieża | b8 – Biały król · d8 – Czarny król · b7 – Biały pionek · a2 – Czarna wieża · c1 – Biała wieża | b8 – Biały król · d8 – Czarny król · b7 – Biały pionek · a2 – Czarna wieża · c1 – Biała wieża | b8 – Biały król · d8 – Czarny król · b7 – Biały pionek · a2 – Czarna wieża · c1 – Biała wieża | b8 – Biały król · d8 – Czarny król · b7 – Biały pionek · a2 – Czarna wieża · c1 – Biała wieża | b8 – Biały król · d8 – Czarny król · b7 – Biały pionek · a2 – Czarna wieża · c1 – Biała wieża | 2 |
| 1 | b8 – Biały król · d8 – Czarny król · b7 – Biały pionek · a2 – Czarna wieża · c1 – Biała wieża | b8 – Biały król · d8 – Czarny król · b7 – Biały pionek · a2 – Czarna wieża · c1 – Biała wieża | b8 – Biały król · d8 – Czarny król · b7 – Biały pionek · a2 – Czarna wieża · c1 – Biała wieża | b8 – Biały król · d8 – Czarny król · b7 – Biały pionek · a2 – Czarna wieża · c1 – Biała wieża | b8 – Biały król · d8 – Czarny król · b7 – Biały pionek · a2 – Czarna wieża · c1 – Biała wieża | b8 – Biały król · d8 – Czarny król · b7 – Biały pionek · a2 – Czarna wieża · c1 – Biała wieża | b8 – Biały król · d8 – Czarny król · b7 – Biały pionek · a2 – Czarna wieża · c1 – Biała wieża | b8 – Biały król · d8 – Czarny król · b7 – Biały pionek · a2 – Czarna wieża · c1 – Biała wieża | 1 |
|   | a                                                                                             | b                                                                                             | c                                                                                             | d                                                                                             | e                                                                                             | f                                                                                             | g                                                                                             | h                                                                                             |   |

|   | a                                                                                             | b                                                                                             | c                                                                                             | d                                                                                             | e                                                                                             | f                                                                                             | g                                                                                             | h                                                                                             |   |
| 8 | b7 – Biały pionek · e7 – Czarny król · b5 – Biały król · b4 – Biała wieża · b1 – Czarna wieża | b7 – Biały pionek · e7 – Czarny król · b5 – Biały król · b4 – Biała wieża · b1 – Czarna wieża | b7 – Biały pionek · e7 – Czarny król · b5 – Biały król · b4 – Biała wieża · b1 – Czarna wieża | b7 – Biały pionek · e7 – Czarny król · b5 – Biały król · b4 – Biała wieża · b1 – Czarna wieża | b7 – Biały pionek · e7 – Czarny król · b5 – Biały król · b4 – Biała wieża · b1 – Czarna wieża | b7 – Biały pionek · e7 – Czarny król · b5 – Biały król · b4 – Biała wieża · b1 – Czarna wieża | b7 – Biały pionek · e7 – Czarny król · b5 – Biały król · b4 – Biała wieża · b1 – Czarna wieża | b7 – Biały pionek · e7 – Czarny król · b5 – Biały król · b4 – Biała wieża · b1 – Czarna wieża | 8 |
| 7 | b7 – Biały pionek · e7 – Czarny król · b5 – Biały król · b4 – Biała wieża · b1 – Czarna wieża | b7 – Biały pionek · e7 – Czarny król · b5 – Biały król · b4 – Biała wieża · b1 – Czarna wieża | b7 – Biały pionek · e7 – Czarny król · b5 – Biały król · b4 – Biała wieża · b1 – Czarna wieża | b7 – Biały pionek · e7 – Czarny król · b5 – Biały król · b4 – Biała wieża · b1 – Czarna wieża | b7 – Biały pionek · e7 – Czarny król · b5 – Biały król · b4 – Biała wieża · b1 – Czarna wieża | b7 – Biały pionek · e7 – Czarny król · b5 – Biały król · b4 – Biała wieża · b1 – Czarna wieża | b7 – Biały pionek · e7 – Czarny król · b5 – Biały król · b4 – Biała wieża · b1 – Czarna wieża | b7 – Biały pionek · e7 – Czarny król · b5 – Biały król · b4 – Biała wieża · b1 – Czarna wieża | 7 |
| 6 | b7 – Biały pionek · e7 – Czarny król · b5 – Biały król · b4 – Biała wieża · b1 – Czarna wieża | b7 – Biały pionek · e7 – Czarny król · b5 – Biały król · b4 – Biała wieża · b1 – Czarna wieża | b7 – Biały pionek · e7 – Czarny król · b5 – Biały król · b4 – Biała wieża · b1 – Czarna wieża | b7 – Biały pionek · e7 – Czarny król · b5 – Biały król · b4 – Biała wieża · b1 – Czarna wieża | b7 – Biały pionek · e7 – Czarny król · b5 – Biały król · b4 – Biała wieża · b1 – Czarna wieża | b7 – Biały pionek · e7 – Czarny król · b5 – Biały król · b4 – Biała wieża · b1 – Czarna wieża | b7 – Biały pionek · e7 – Czarny król · b5 – Biały król · b4 – Biała wieża · b1 – Czarna wieża | b7 – Biały pionek · e7 – Czarny król · b5 – Biały król · b4 – Biała wieża · b1 – Czarna wieża | 6 |
| 5 | b7 – Biały pionek · e7 – Czarny król · b5 – Biały król · b4 – Biała wieża · b1 – Czarna wieża | b7 – Biały pionek · e7 – Czarny król · b5 – Biały król · b4 – Biała wieża · b1 – Czarna wieża | b7 – Biały pionek · e7 – Czarny król · b5 – Biały król · b4 – Biała wieża · b1 – Czarna wieża | b7 – Biały pionek · e7 – Czarny król · b5 – Biały król · b4 – Biała wieża · b1 – Czarna wieża | b7 – Biały pionek · e7 – Czarny król · b5 – Biały król · b4 – Biała wieża · b1 – Czarna wieża | b7 – Biały pionek · e7 – Czarny król · b5 – Biały król · b4 – Biała wieża · b1 – Czarna wieża | b7 – Biały pionek · e7 – Czarny król · b5 – Biały król · b4 – Biała wieża · b1 – Czarna wieża | b7 – Biały pionek · e7 – Czarny król · b5 – Biały król · b4 – Biała wieża · b1 – Czarna wieża | 5 |
| 4 | b7 – Biały pionek · e7 – Czarny król · b5 – Biały król · b4 – Biała wieża · b1 – Czarna wieża | b7 – Biały pionek · e7 – Czarny król · b5 – Biały król · b4 – Biała wieża · b1 – Czarna wieża | b7 – Biały pionek · e7 – Czarny król · b5 – Biały król · b4 – Biała wieża · b1 – Czarna wieża | b7 – Biały pionek · e7 – Czarny król · b5 – Biały król · b4 – Biała wieża · b1 – Czarna wieża | b7 – Biały pionek · e7 – Czarny król · b5 – Biały król · b4 – Biała wieża · b1 – Czarna wieża | b7 – Biały pionek · e7 – Czarny król · b5 – Biały król · b4 – Biała wieża · b1 – Czarna wieża | b7 – Biały pionek · e7 – Czarny król · b5 – Biały król · b4 – Biała wieża · b1 – Czarna wieża | b7 – Biały pionek · e7 – Czarny król · b5 – Biały król · b4 – Biała wieża · b1 – Czarna wieża | 4 |
| 3 | b7 – Biały pionek · e7 – Czarny król · b5 – Biały król · b4 – Biała wieża · b1 – Czarna wieża | b7 – Biały pionek · e7 – Czarny król · b5 – Biały król · b4 – Biała wieża · b1 – Czarna wieża | b7 – Biały pionek · e7 – Czarny król · b5 – Biały król · b4 – Biała wieża · b1 – Czarna wieża | b7 – Biały pionek · e7 – Czarny król · b5 – Biały król · b4 – Biała wieża · b1 – Czarna wieża | b7 – Biały pionek · e7 – Czarny król · b5 – Biały król · b4 – Biała wieża · b1 – Czarna wieża | b7 – Biały pionek · e7 – Czarny król · b5 – Biały król · b4 – Biała wieża · b1 – Czarna wieża | b7 – Biały pionek · e7 – Czarny król · b5 – Biały król · b4 – Biała wieża · b1 – Czarna wieża | b7 – Biały pionek · e7 – Czarny król · b5 – Biały król · b4 – Biała wieża · b1 – Czarna wieża | 3 |
| 2 | b7 – Biały pionek · e7 – Czarny król · b5 – Biały król · b4 – Biała wieża · b1 – Czarna wieża | b7 – Biały pionek · e7 – Czarny król · b5 – Biały król · b4 – Biała wieża · b1 – Czarna wieża | b7 – Biały pionek · e7 – Czarny król · b5 – Biały król · b4 – Biała wieża · b1 – Czarna wieża | b7 – Biały pionek · e7 – Czarny król · b5 – Biały król · b4 – Biała wieża · b1 – Czarna wieża | b7 – Biały pionek · e7 – Czarny król · b5 – Biały król · b4 – Biała wieża · b1 – Czarna wieża | b7 – Biały pionek · e7 – Czarny król · b5 – Biały król · b4 – Biała wieża · b1 – Czarna wieża | b7 – Biały pionek · e7 – Czarny król · b5 – Biały król · b4 – Biała wieża · b1 – Czarna wieża | b7 – Biały pionek · e7 – Czarny król · b5 – Biały król · b4 – Biała wieża · b1 – Czarna wieża | 2 |
| 1 | b7 – Biały pionek · e7 – Czarny król · b5 – Biały król · b4 – Biała wieża · b1 – Czarna wieża | b7 – Biały pionek · e7 – Czarny król · b5 – Biały król · b4 – Biała wieża · b1 – Czarna wieża | b7 – Biały pionek · e7 – Czarny król · b5 – Biały król · b4 – Biała wieża · b1 – Czarna wieża | b7 – Biały pionek · e7 – Czarny król · b5 – Biały król · b4 – Biała wieża · b1 – Czarna wieża | b7 – Biały pionek · e7 – Czarny król · b5 – Biały król · b4 – Biała wieża · b1 – Czarna wieża | b7 – Biały pionek · e7 – Czarny król · b5 – Biały król · b4 – Biała wieża · b1 – Czarna wieża | b7 – Biały pionek · e7 – Czarny król · b5 – Biały król · b4 – Biała wieża · b1 – Czarna wieża | b7 – Biały pionek · e7 – Czarny król · b5 – Biały król · b4 – Biała wieża · b1 – Czarna wieża | 1 |
|   | a                                                                                             | b                                                                                             | c                                                                                             | d                                                                                             | e                                                                                             | f                                                                                             | g                                                                                             | h                                                                                             |   |

Pozycja Luceny jest przedstawiona na diagramie po prawej stronie. Białe zaczynają i wygrywają. Warto zwrócić uwagę, że cała pozycja może być przesunięta w prawo (lub może być lustrzanym odbiciem). Pion białych może znajdować się w dowolnej kolumnie od b do g. Celem białych jest promocja piona na hetmana lub zmuszenie czarnych do oddania wieży za piona. Oba przypadki prowadzą do wygranej. Białym udało się doprowadzić piona na siódmą linię, lecz w promocji przeszkadza im własny król. Proste 1. Wd1+ Ke7 2. Kc7 nie prowadzi do celu. Czarne będą prześladować szachami białego króla: 2... Wc2+ 3. Kb6 Wb2+ 4. Ka7 Wa2+ 5. Kb8 i nie pozwolą białym na jakikolwiek postęp. Białe jednak mają sposób, by wygrać:
1. Wd1+ Ke7
2. Wd4!
Czarne są zmuszone do wykonania wyczekującego ruchu (np. Wa1), w nadziei, że będą mogły szachować białego króla, jak pokazano powyżej. Jednak precyzyjne ustawienie wieży na d4 pozwoli jej na wkroczenie w odpowiednim momencie w obronie swojego króla i piona:
2... Wa1
3. Kc7 Wc1+
4. Kb6 Wb1+
5. Kc6 Wc1+
6. Kb5 Wb1+
7. Wb4
Teraz czarne nie mają sposobu, by przeszkodzić pionowi w promocji. Próby innego rozegrania przez czarne tej końcówki również nie przyniosą rezultatu, np. 2... Wb2 3. Wa4! Kd7 4. Ka7 Kc7 5. Wc4+ odrzucając czarnego króla od piona i umożliwiając promocję. 
Gra białych nie jest zbyt skomplikowana, jednak podczas partii warto wiedzieć, że wieża jako obrońca króla i piona będzie skuteczna na czwartej linii. W grze praktycznej przy szachownicy może nie starczyć czasu, by do tego dojść samodzielnie, stąd duże znaczenie znajomości takich pozycji. Często w końcówkach „wieża i pion przeciw wieży” strona silniejsza dąży do pozycji Luceny (wiedząc, że jej osiągnięcie oznacza wygraną), strona słabsza próbuje do tego nie dopuścić.